# Александра (ТВ филм)
Александра је југословенски телевизијски филм из 1970. године. Режирао га је Ацо Алексов а сценарио је написао Томе Арсовски.

## Улоге
| Глумац           | Улога |
| ---------------- | ----- |
| Драги Костовски  |       |
| Снежана Стамеска |       |
| Дарко Дамевски   |       |
| Илија Милчин     |       |
| Аце Ђорчев       |       |
| Ленче Делова     |       |
| Момир Христовски |       |
| Џeмаил Максут    |       |